# M-1 (Montenegro)
De M-1 of Magistralni Put 1 is een hoofdweg in Montenegro. De weg loopt van 	de grens met Kroatië, waar de Kroatische D8 vanuit Dubrovnik aansluit, via Herceg Novi, Budva, Petrovac, Bar en Ulcinj naar de grens met Albanië. 
De M-1 is ongeveer 163 kilometer lang en over een groot gedeelte onderdeel van de E65 tussen Malmö in Zweden en Chania in Griekenland en van de E80 tussen Lissabon in Portugal en Gürbulak in Turkije.

## Geschiedenis
In de tijd dat Montenegro bij Joegoslavië hoorde, was de huidige M-1 onderdeel van de Joegoslavische hoofdwegen M2 en M2.4. Na het uiteenvallen van Joegoslavië en de onafhankelijkheid van Montenegro behielden de wegen hun nummers in Montenegro. Zo werd de Joegoslavische M-2.4 de Montenegrijnse M-2.4. In 2016 werden de wegen in Montenegro opnieuw ingedeeld, waarbij een deel van de M-2 en de gehele M-2.4 werden omgenummerd in M-1 van de Kroatische naar de Albanese grens langs de gehele kust van Montenegro.